# Marcel Schelbert
Marcel Schelbert, né le 26 février 1976, est un athlète suisse spécialiste du 400 mètres haies.

## Biographie
Il fait ses débuts sur la scène internationale à l'occasion des Championnats d'Europe junior d'athlétisme 1995 de Nyíregyháza, se classant deuxième du 400 m haies. Il obtient le même résultat deux ans plus tard en finale des premiers Championnats d'Europe espoirs d'athlétisme disputés à Turku.
En 1999, le Suisse termine à la troisième place de l'Universiade de Palma de Majorque avant de remporter durant l'été la médaille de bronze des Championnats du monde de Séville. Devancé en finale par l'Italien Fabrizio Mori et le Français Stéphane Diagana, Marcel Schelbert établit en 48 s 13 un nouveau record national, et signe la meilleure performance de sa carrière sur la distance. Il est élu en fin de saison sportif suisse de l'année 1999.

### Palmarès
| Date | Compétition                   | Lieu              | Résultat | Performance |
| ---- | ----------------------------- | ----------------- | -------- | ----------- |
| 1995 | Championnats d'Europe juniors | Nyíregyháza       | 2e       | 50 s 44     |
| 1997 | Championnats d'Europe espoirs | Turku             | 2e       | 49 s 43     |
| 1999 | Universiade                   | Palma de Majorque | 3e       | 48 s 77     |
| 1999 | Championnats du monde         | Séville           | 3e       | 48 s 13     |

### Records
| Épreuve          | Performance | Lieu    | Date         |
| ---------------- | ----------- | ------- | ------------ |
| 400 mètres haies | 48 s 13     | Séville | 27 août 1999 |